# Championnats d'Europe de nage en eau libre
Les Championnats d'Europe de nage en eau libre sont une compétition européenne de nage en eau libre organisée par la Ligue européenne de natation (LEN). De 1995 à 2006 ainsi qu'en 2010, 2014 et 2018, les courses de nage en eau libre sont intégrées dans le programme des Championnats d'Europe de natation. 

## Éditions
| Lieu                      | Championnats d'Europe de nage en eau libre | Année | Championnats d'Europe de natation | Lieu                 |
| ------------------------- | ------------------------------------------ | ----- | --------------------------------- | -------------------- |
| Stari Grad, Yougoslavie   | Ire édition                                | 1989  | -                                 | -                    |
| Terracine, Italie         | IIe édition                                | 1991  | -                                 | -                    |
| Slapy, République tchèque | IIIe édition                               | 1993  | -                                 | -                    |
| -                         | -                                          | 1995  | XXIIe édition                     | Vienne, Autriche     |
| -                         | -                                          | 1997  | XXIIIe édition                    | Séville, Espagne     |
| -                         | -                                          | 1999  | XXIVe édition                     | Istanbul, Turquie    |
| -                         | -                                          | 2000  | XXVe édition                      | Helsinki, Finlande   |
| -                         | -                                          | 2002  | XXVIe édition                     | Berlin, Allemagne    |
| -                         | -                                          | 2004  | XXVIIe édition                    | Madrid, Espagne      |
| -                         | -                                          | 2006  | XXVIIIe édition                   | Budapest, Hongrie    |
| Dubrovnik, Croatie        | IVe édition                                | 2008  | -                                 | -                    |
| -                         | -                                          | 2010  | XXXe édition                      | Budapest, Hongrie    |
| Eilat, Israël             | Ve édition                                 | 2011  | -                                 | -                    |
| Piombino, Italie          | VIe édition                                | 2012  | -                                 | -                    |
| -                         | -                                          | 2014  | XXXIIe édition                    | Berlin, Allemagne    |
| Hoorn, Pays-Bas           | VIIe édition                               | 2016  | -                                 | -                    |
| -                         | -                                          | 2018  | XXXIVe édition                    | Glasgow, Royaume-Uni |
| -                         | -                                          | 2020  | XXXVe édition                     | Budapest, Hongrie    |
| -                         | -                                          | 2022  | XXXVIe édition                    | Rome, Italie         |
| -                         | -                                          | 2024  | XXXVIIe édition                   | Belgrade, Serbie     |
| Stari Grad, Croatie       | VIIIe édition                              | 2025  | -                                 | -                    |
| -                         | -                                          | 2026  | XXXVIIIe édition                  | Paris, France        |